# 遺跡調査会
遺跡調査会（いせきちょうさかい）とは、主として地方公共団体が、開発者、施主といった工事のために遺跡を破壊せざるをえない原因者の要望により、原因者が負担した遺跡の発掘調査による記録保存費用によって設立される任意団体の名称のひとつである。似た性格のものとして発掘調査団とよばれるものなどがあるが、「遺跡調査会」は地方公共団体が臨時に設置する任意団体の名称に使用され、しばしば遺跡名を冠する場合が多い。

## 原因者負担の発掘調査
以前は、文化庁の通知によって、文化財保護法第98条の2第3項（現行第99条第3項）が、原因者負担の根拠と位置付けられてきた。これは河川法などにみられる原因者負担の法理を援用しているものであった。
しかし条文上に原因者負担金としての明記がないために、たびたび訴訟がおこされてきた。府中市埋蔵文化財費用負担事件（東京高裁昭58（ネ）1498号昭和60年10月9日民三部判決、第1審;東京地裁昭54（ワ）10034号昭和58年5月26日判決）の判例では、府中市遺跡調査会の受けた費用については、第57条の2第2項（現行第93条第2項）による文化庁長官の指示によるものとした。平成10年（1998年）9月29日付け文化庁次長による都道府県教育委員会教育長あての「埋蔵文化財の保護と発掘調査の円滑化等について（通知）」、いわゆる平成10年（1998年）の「円滑化通知」によって、文化財保護法第57条の2第2項（現行第93条第2項）として位置付けた。しかし、「原因者負担の発掘調査」という呼び名が定着している。

## 遺跡調査会の発生と形態
遺跡調査会は、遺跡の記録保存費用を要する発掘調査（「原因者負担の発掘調査」）の数量や規模が予測できないため予算化が困難であること、地方公共団体の一般会計が、議会の議決を要したり、地方自治法第208条第2項の「会計年度の独立の原則」に縛られるために、開発者、施主の要望に応えられずに工事予定を遅延させて損害を与えることが危惧されたことから迅速かつ機動的に対応するために開発者、施主との契約によって独自会計で任意に設置されてきた。大学教授などの専門家、退職教員や調査員を独自に募集して設置する形態もあれば（この形態の場合、発掘調査団と呼ばれることが多い）、地方公共団体の教育委員会を事務局にする場合の二つの形態がある。後者の場合は、職員の身分や服務について疑問点が多いことから、財団法人化をおこなったり、前者に近い形態へ移行して別団体として明確に位置付ける方向（たとえば中間法人など）や地方公共団体の仕事として明確化するため一般会計に最初から位置付ける方向、つまり「総計予算主義の原則」（地方自治法第210条）と職員の服務に関する疑問を解決するため、歳入、歳出の額が厳密に把握できず予算と決算が大幅に食い違う可能性（極端な場合は全く「原因者負担の調査」がない場合や予算を大幅に上回る場合がある）を承知で一般会計に予算化を行い遺跡調査会を廃止する方向に移行しつつある。